# Carrarese Calcio 1908 2011-2012
Questa pagina raccoglie le informazioni riguardanti la Carrarese Calcio 1908 nelle competizioni ufficiali della stagione 2011-2012.

## Rosa
| N. |                   | Ruolo | Calciatore             |
| -- | ----------------- | ----- | ---------------------- |
|    | Italia (bandiera) | D     | Fabrizio Anzalone      |
|    | Italia (bandiera) | C     | Elia Ballardini        |
|    | Italia (bandiera) | D     | Luca Belcastro         |
|    | Italia (bandiera) | D     | Maikol Benassi         |
|    | Italia (bandiera) | D     | Simone Bregliano       |
|    | Italia (bandiera) | C     | Giovanni Conti         |
|    | Italia (bandiera) | A     | Sasha Cori             |
|    | Italia (bandiera) | C     | Nicola Corrent         |
|    | Italia (bandiera) | A     | Antonio Gaeta          |
|    | Italia (bandiera) | P     | Massimo Gazzoli        |
|    | Italia (bandiera) | C     | Giuseppe Giovinco (II) |
|    | Italia (bandiera) | C     | Luca Lorenzini         |
|    | Italia (bandiera) | A     | Matteo Merini          |
|    | Italia (bandiera) | D     | Mirko Miceli           |

| N. |                   | Ruolo | Calciatore          |
| -- | ----------------- | ----- | ------------------- |
|    | Italia (bandiera) | P     | Timothy Nocchi      |
|    | Italia (bandiera) | C     | Emanuele Orlandi    |
|    | Italia (bandiera) | C     | Gabriele Pacciardi  |
|    | Italia (bandiera) | D     | Nicola Pasini       |
|    | Italia (bandiera) | D     | Cristiano Piccini   |
|    | Italia (bandiera) | C     | Giacomo Rosaia      |
|    | Italia (bandiera) | C     | Andrea Russotto     |
|    | Italia (bandiera) | C     | Massimiliano Taddei |
|    | Italia (bandiera) | P     | Alex Teodorani      |
|    | Italia (bandiera) | C     | Marco Tognoni       |
|    | Italia (bandiera) | D     | Kevin Trocar        |
|    | Italia (bandiera) | D     | Diego Vannucci      |
|    | Italia (bandiera) | A     | Diego Vita          |